# Sadam Sulley
Sadam Sulley (sinh 16 tháng 10 năm 1996), là một cầu thủ bóng đá Ghana thi đấu cho MFK Zemplín Michalovce ở vị trí tiền đạo, mượn từ Legia Warszawa.

## Sự nghiệp câu lạc bộ
Sulley ra mắt tại Fortuna Liga cho MFK Zemplín Michalovce trước MFK Ružomberok vào 9 tháng 9 năm 2017.